# José Leguizamón
José Ramón Leguizamón Ortega (Areguá, 23 agosto 1991) è un calciatore paraguaiano, difensore dello Sp. Luqueño.

## Caratteristiche tecniche
È un Difensore.

## Palmarès

### Club

#### Competizioni nazionali
- Campionato paraguaiano: 4

Olimpia: Apertura 2018, Clausura 2018, Apertura 2019, Clausura 2019